# José Holebas
José LIoyd Holebas, även känd som Iosif Cholevas (grekiska: Ιωσήφ Χολέβας), född 27 juni 1984 i Aschaffenburg, är en grekisk före detta fotbollsspelare. Han representerade det grekiska landslaget åren 2011-2016.

## Klubbkarriär
Den 2 juli 2015 värvades Holebas av Watford, där han skrev på ett treårskontrakt. I januari 2018 skrev Holebas på ett nytt 2,5-årskontrakt med klubben.
Den 18 augusti 2020 återvände Holebas till grekiska Olympiakos.
I september 2021 gick Holebas till Bayern Alzenau i Hessenliga, detta efter att hans nära vän Peter Sprung som är tränare i klubben, erbjöd honom ett kontrakt. 

## Landslagskarriär
Han var uttagen i Greklands trupp vid fotbolls-EM 2012. 

## Privatliv
Holebas föddes i Tyskland av en grekisk far från Trikala och en uruguayansk mor. Holebas är katolik.